# تنه
در کالبدشناسی به بخشی از بدن جاندار که شامل شانه‌ها، سینه، شکم، لگن، آلت تناسلی و پشت باشد تنه (Torso or Trunk) می‌گویند.

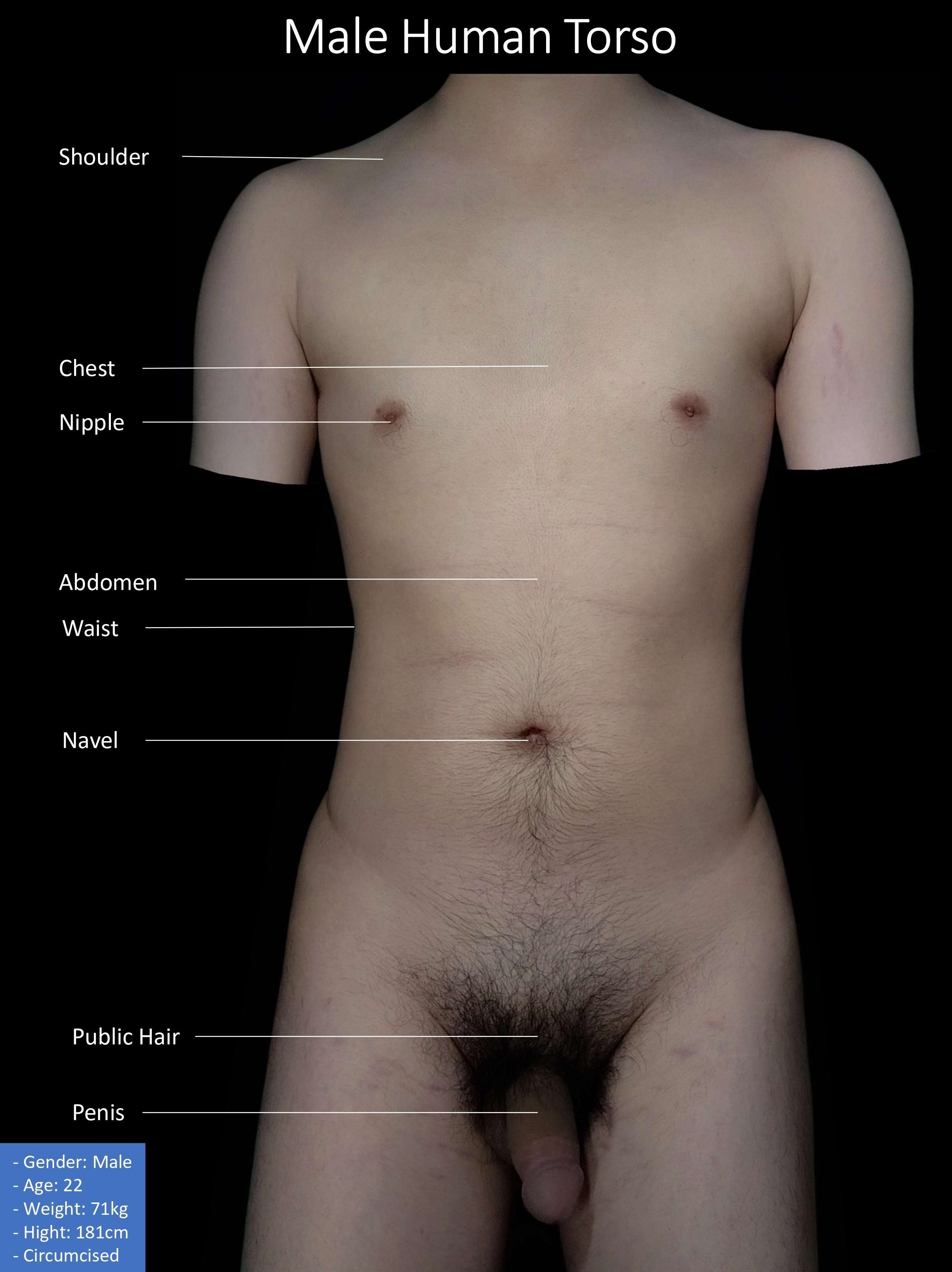
تنه